# Rex Gildo – Das Musical
Rex Gildo – Das Musical ist ein Theaterstück von Rosa von Praunheim. Das Stück wurde 2024 unter der Regie von Heiner Bomhard am Theater Münster uraufgeführt.

## Handlung
Rex Gildo war ein deutscher Schauspieler und Sänger. Das Musical folgt dem Leben des einstigen Schlagerstars. Von seinen Anfängen über seine Erfolge bis hin zu seinem tragischen Ende. Auf der großen Bühne längst vergessen stürzte Gildo im Jahr 1999 im Alter von 63 Jahren aus dem Fenster seiner Münchner Wohnung und erlag seinen Verletzungen. Ob es sich um einen Suizid handelte oder um einen Unfall, konnte nie endgültig aufgeklärt werden. Gildos Leben wurde stets begleitet von Spekulationen über seine sexuelle Orientierung. Vieles deutet darauf hin, dass er verdeckt homosexuell war und letztendlich an seinem Versteckspiel zerbrach. Aber auch die heiteren Momente und Höhen in Gildos Leben werden in dem Stück widergespiegelt.

## Notizen
Im Jahr 2022 erschien bereits Rosa von Praunheims Dokudrama Rex Gildo - Der letzte Tanz.

## Rezeption
Die Tageszeitung Die Glocke resümierte: „So leicht und spaßig diese Uraufführung auch daher kommt, bleibt das Doppelleben von Gildo tragisch. Das verliert das Stück auch nicht aus den Augen. Aber so liebevoll und witzig die drei Protagonisten es erzählen und besingen, ist es ein großes Vergnügen, zuzuhören.“
Die Westfälischen Nachrichten schrieben: „In kurzen, knackigen Szenen erzählt er [Rosa von Praunheim] das Leben Gildos, aufgepeppt mit Schlagermelodien (Komposition: Heiner Bomhard) voll herrlich witziger Texte. Und die Dialoge sind gepfeffert.“ Laut dem Magazin Schwulissimo dankte es das Premierenpublikum „mit großem Applaus und vielen Jubelpfiffen“.